# ヤコフ・ユロフスキー
ヤコフ・ミハイロヴィチ・ユロフスキー（ロシア語: Я́ков Миха́йлович Юро́вский、ラテン文字転写: Yakov Mikhailovich Yurovsky、1878年6月19日 - 1938年8月2日）は、ロマノフ朝最後の皇帝ニコライ2世一家の殺害を実行した銃殺隊を指揮した人物として知られている。ユダヤ名ヤンケリ・ハイモヴィチ・ユロフスキー（ロシア語: Янкель Хаи́мович Юро́вский、ラテン文字転写: Yankel Chaimovich Yurovsky）。

## 生い立ち
1878年6月19日にロシア帝国のシベリア地域、トムスク県クイビシェフにてガラス工の父と裁縫師の母の間の10人の子供の8番目に生まれた。ユロフスキーとその家族はユダヤ人であったが、歴史家のグレッグ・キングはロシア正教に改宗したと記述している。
上記は誤りで実際はユダヤ教である。
12歳から22歳の時期まで町の最高の時計職人の下に弟子入りして週60時間労働で勤務し、1905年に発生したロシア第一革命の後にボリシェヴィキに参加した。
義家族の証言（義妹）ではその時期ベルリンに住み、プロテスタントに改宗した。
第一次世界大戦により、1915年にロシア帝国軍に徴兵され、普通の兵士ではなく医学訓練に登録をした。
1917年秋にウラル地方のソビエトの創立メンバーの一人となり、地域のチェーカーに参加した。
1918年7月4日に元皇帝ニコライ2世の一家が幽閉されているエカテリンブルクのイパチェフ館の新たな警護隊長に任命された。規律をたちどころに回復させ、それまで横行していた警護兵による一家からの盗みも無くなった。自ら選抜した10人の警護兵を新たに配置したが、ユロフスキー含めて全員がチェーカーから派遣されていたという点で共通していた。前から居る警護兵は見張りを館の外側のみに制限され、ニコライ2世一家に近付く事を許されず、夜は通りの向かい側の家に寝泊りさせられた。外部から元皇帝一家への差し入れについてはアレクセイ用のミルクを除き、一切禁止した。ニコライ2世が日記に「我々が最も忌み嫌っている男」と書き記している一方で、殺害が実行される2日前の15日に館を訪問した掃除婦の女性はユロフスキーがアレクセイと仲良く身体の話をするのを小耳に挟んでいる。また、ユロフスキーを過去に助手として雇ったエカテリンブルクの外科医は彼について「有能で、誠実で、良心的な働き手」であったとして好意的に評している。

## ニコライ2世一家の殺害
1918年7月17日の夜明け前の早い時間にヤコフ・ユロフスキー率いるチェーカーの分隊により、ニコライ2世一家の殺害が実行された。ニコライ2世と一緒にその妻であるアレクサンドラ・フョードロヴナ、彼らの娘のオリガ、タチアナ、マリア、アナスタシア、息子のアレクセイ、従者のエフゲニー・ボトキン、アンナ・デミドヴァ、アレクセイ・トルップ、イヴァン・ハリトーノフが殺害された。ユロフスキーの他にピョートル・エルマコフなど革命派の手先として長年働いて軍事委員に取り立てられた5人が銃撃を担当し、その後ろをラトビア人などの兵士7人が囲んでいた。ユロフスキーは銃殺隊が一斉射撃を開始する前に実際には存在しなかった法定の判決文を読み上げた。
| 「 | ニコライ・アレクサンドロヴィチ、貴方の親族がソビエト・ロシアに対する攻撃を継続しているという事実を考慮して、ウラル・ソビエト執行委員会は貴方を処刑する事を決定した。 | 」 |

11人全員の殺害が完了した後、遺体が発見されて旧ロシア皇室に対する個人崇拝（当時のロシアの民衆には受難者の遺骸には奇跡的な力が宿っているという考えが根強くあった）が発生するのを未然に防ぐために、ユロフスキーらは一家の遺体の痕跡を徹底的に隠滅しようとした。17日の朝6時か7時頃にエカテリンブルクから北へ16キロ、コプチャキ村まで1.5キロの地点で遺体を載せたトラックは立ち往生して先に進めなくなった。そこで、衣服を剥いで焼いた後に近くの森の中にある廃坑の穴に遺体を放り込み、何発もの手榴弾を穴の中に投げ込んだ。その後に本格的な遺体の隠蔽作業を行うために遺体を掘り返し、19日朝4時半頃にモスクワ街道9キロ地点の森の中へ向かう道中でトラックが泥道にはまってまたもや立ち往生してしまい、道の真ん中に深さ2メートルの穴を掘ってそこに遺体を並べて埋めた。遺体の顔や全身に硫酸をかけて識別不能にした。また、穴を掘る間にアレクセイとマリアの遺体を別の場所でたき火で焼き、その場所に埋めた。

## 内戦終結後
地方のチェーカー議長を務めたユロフスキーはロシア内戦後の1921年にソビエト連邦国庫の金部門の最高責任者となった。彼はまた、1930年にモスクワ科学技術博物館の取締役に就任した。
1938年8月2日に消化性潰瘍により死亡。60歳没。
ニコライ2世一家の殺害後に要職を歴任したが、グレッグ・キングはユロフスキーが冷酷な革命家からも自分が避けられ、軽蔑されている事に気付き、復讐を恐れていたと記述している。1920年にユロフスキーに一度会ったイギリスの役人は「皇室を殺害した事で反省と恐怖に満ちていた」と記録した。